# Begonia epibaterium
Begonia epibaterium là một loài thực vật có hoa trong họ Thu hải đường. Loài này được Mart. ex A.DC. mô tả khoa học đầu tiên năm 1861.